# Lubczyna (West-Pommeren)

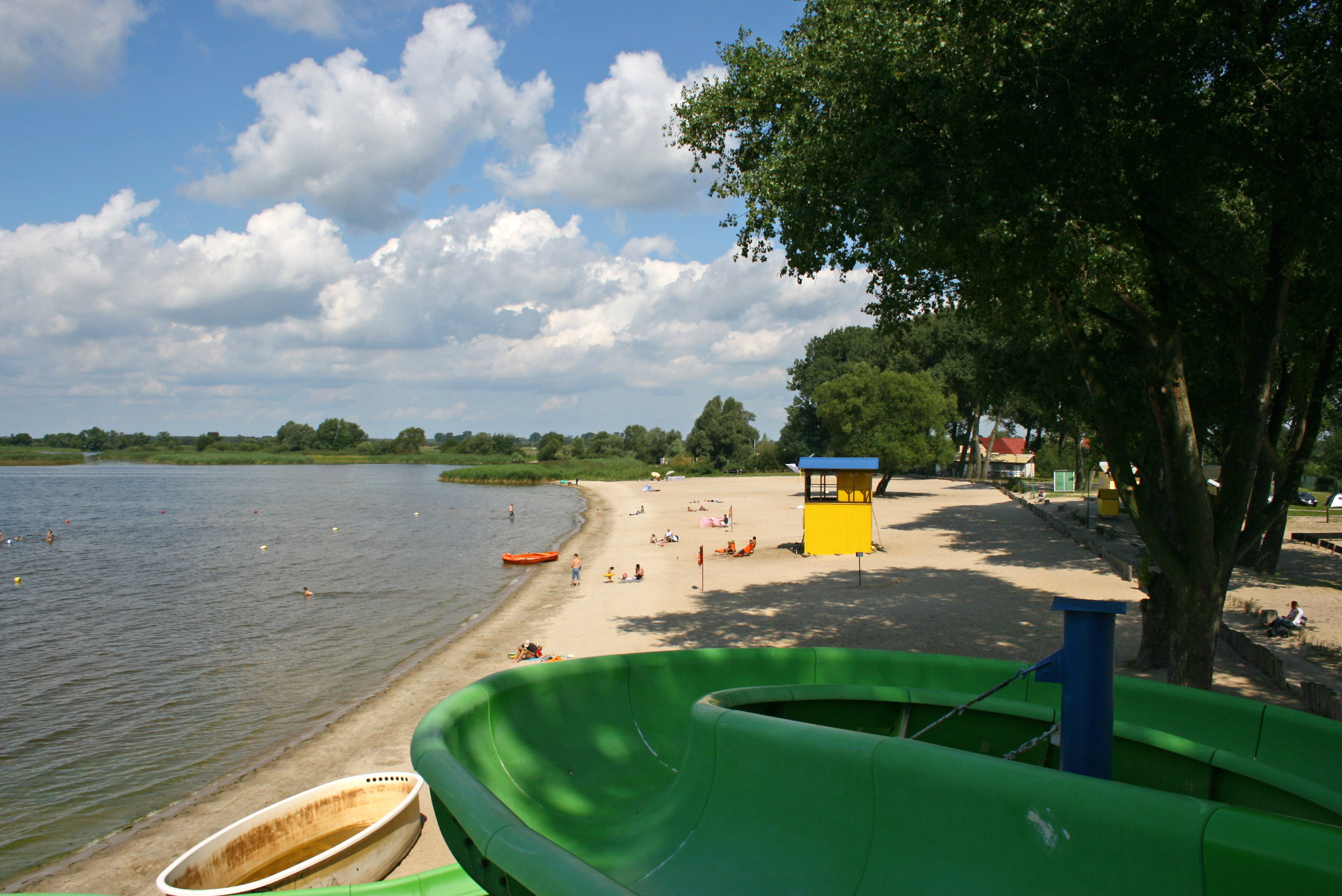
Strand bij Lubczyna

Lubczyna is een dorp in de Poolse woiwodschap West-Pommeren. De plaats maakt deel uit van de gemeente Goleniów en telt 480 inwoners.